# 28th Street (IRT Broadway–Seventh Avenue Line)
Pour les articles homonymes, voir 28th Street.
28th Street est une station, établie en souterrain, de la ligne d'infrastructure IRT Broadway-Seventh Avenue du métro de New York. Elle est située, à l'intersection West 28th Street & Seventh Avenue, en limite des quartiers Chelsea & Midtown , dans l'arrondissement de Manhattan, de la ville de New York aux États-Unis.
C'est une station historique ouverte, par l,Interborough Rapid Transit Company (IRT), en 1918. Exploitée par la New York City Transit Authority depuis 1940, elle est desservie, jour et nuit, par les rames du service 1 (rouge) et uniquement la nuit par les rames omnibus du service 2 (rouge).

## Situation sur le réseau

Plan du métro de New York (2009)

### Infrastructure
Établie en souterrain, 28th Street, est une station de la ligne d'infrastructure du métro IRT Broadway-Seventh Avenue. Elle est située entre la station 34th Street – Penn Station, en direction du terminus nord, et la station 23rd Street, en direction du terminus sud.

### Service desserte
La station 28th Street est une station des services : desserte 1 rouge omnibus (jours et nuits) du métro de New York : elle est située entre la station 34th Street – Penn Station, en direction du terminus nord Van Cortlandt Park – 242nd Street, et la station 23rd Street, en direction du terminus sud South Ferry – Whitehall Street ; et desserte 2 rouge omnibus (uniquement nuits) : elle est située entre la station 34th Street – Penn Stationen direction du terminus nordWakefield – 241st Street, et la station 23rd Street en direction du terminus sud-est Flatbush Avenue – Brooklyn College (en).

## Histoire
La station 28th Street est mise en service le 1er juillet 1918, lors de l'ouverture à l'exploitation du prolongement de la ligne de la station 34th Street – Penn Station à la station  South Ferry,. La station est alors desservie par une navette circulant entre les stations Times Square et South Ferry,. Le nouveau système de ligne en « H » est mis en service 1er août 1918, avec la jointure des deux sections de la Broadway-Seventh Avenue Line permet à toutes les rames du West Side de rejoindre le sud depuis  depuis Times Square. Le résultat immédiatement sensible est le doublement de la capacité de transport de l'IRT.

## Services aux voyageurs

### Desserte

Installations et desserte
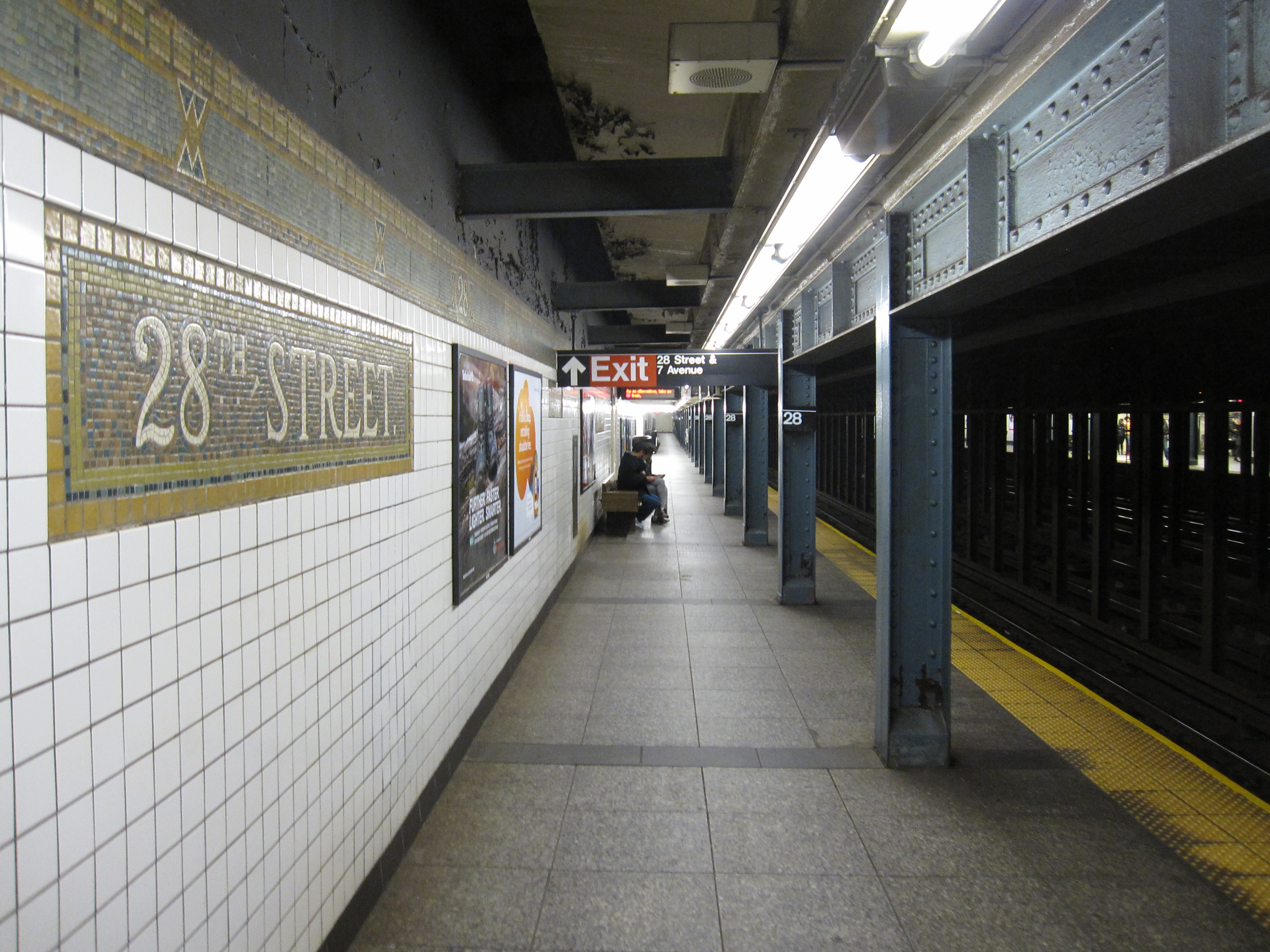
En 2010.
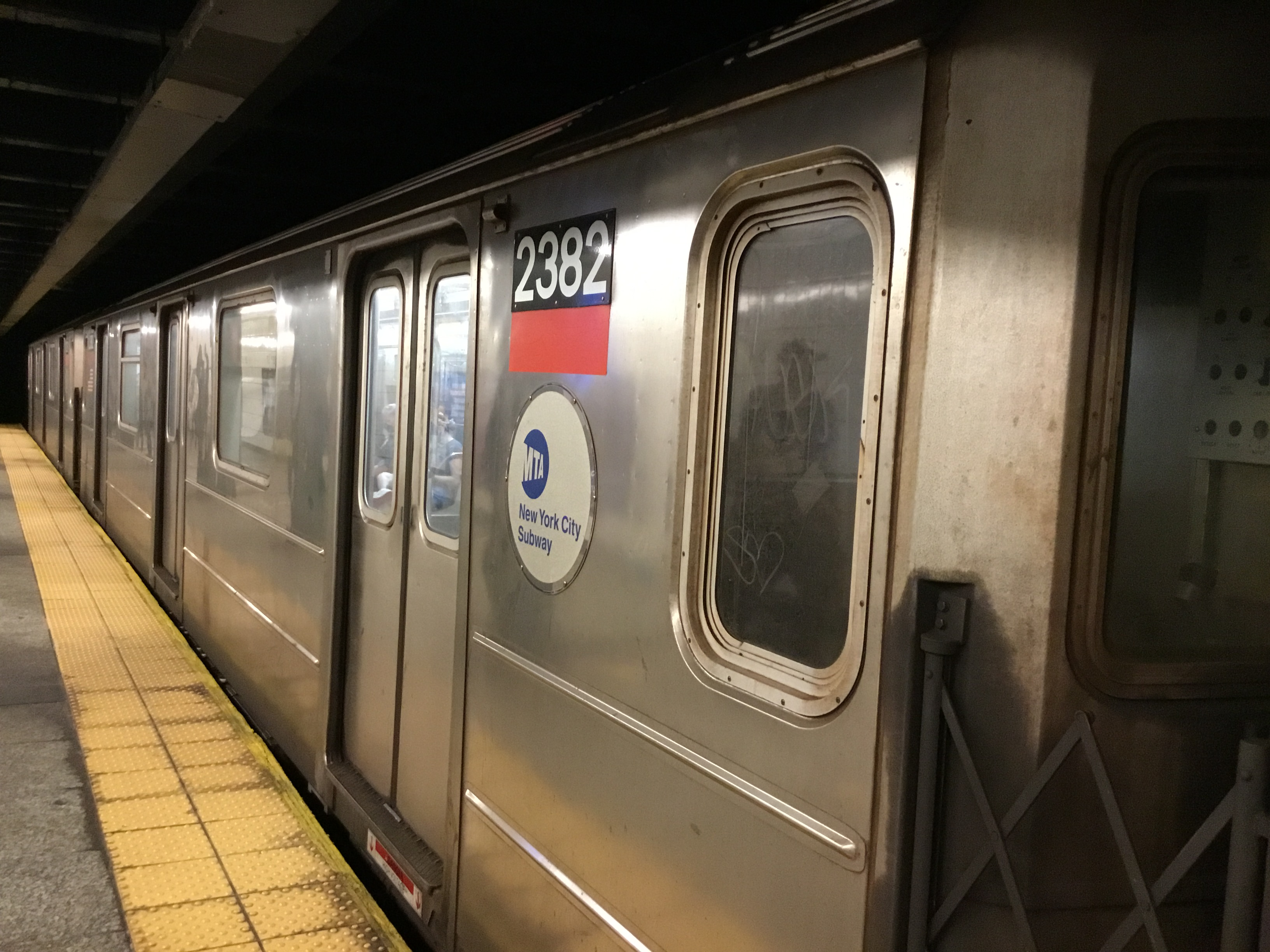
En 2022.
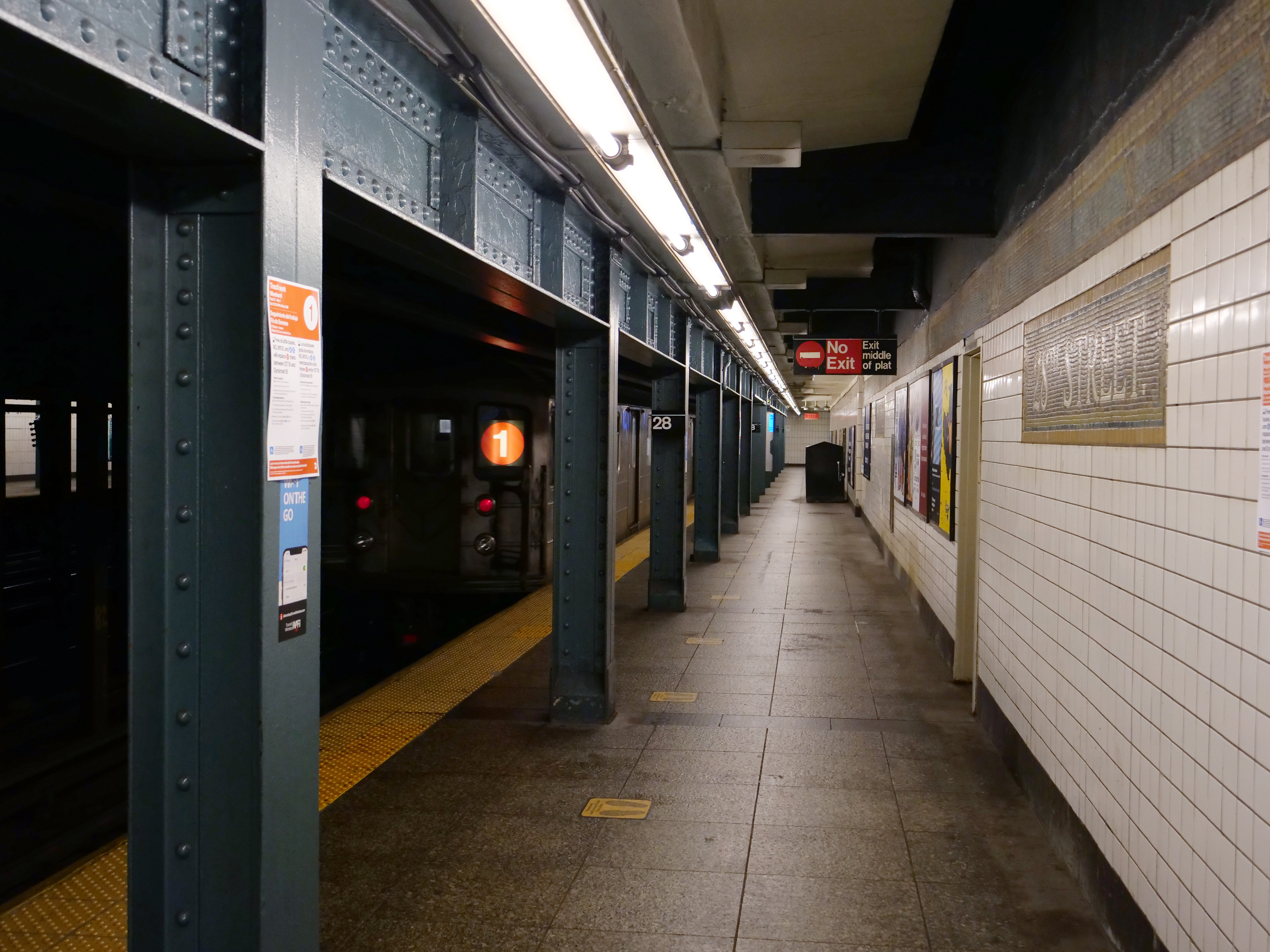
En 2021.